# Divie Duffield
Divie Bethune Duffield (ur. 8 marca 1870 w Detroit, zm. 14 lipca 1935 tamże) – amerykański wioślarz, uczestnik igrzysk olimpijskich w 1904 w Saint Louis.

## Życiorys
Na igrzyskach olimpijskich rozgrywanych w 1904 zajął 4. miejsce w wyścigu jedynek. 
Uprawiał wyczynowo wioślarstwo do 1915, a później został trenerem tego sportu.